# Megla
Meglà (in mègla tudi megla) je oblak v dotiku s tlemi. Pojavi se, ko vlaga izhlapeva s površine zemlje. Ker se izhlapljena vlaga dviguje, se ohlaja in kondenzira v znan pojav megle. Megla se od oblakov razlikuje le v tem, da se dotika Zemljine površine, oblaki pa ne. Lahko nastane na več načinov, kar je odvisno od tega kako se pojavi hlajenje, ki je povzročilo kondenzacijo.
Vse vrste megle nastanejo, ko relativna vlažnost doseže 100 % in temperatura zraka pade pod rosišče. Ohlajeni vlažni zrak se pomika navzdol in vodna para kondenzira.

## Radiacijska megla
Radiacijska megla nastaja pri ohlajanju zemeljske površine in najnižjih plasti zraka, ki se dotikajo zemeljske površine. Takšna megla nastaja navadno ponoči v tihem in jasnem vremenu, ko je sevanje zemeljske površine močno. Radiacijska megla nastaja navadno v nižinah, kotlinah in dolinah, pa tudi nad močvirnimi predeli. Ko se zrak ohladi pod rosišče, nastane radiacijska megla. Za nastanek te megle je poleg potrebne količine vodne pare potrebno tudi določeno število kondenzacijskih jeder, ki so v velikih množinah zlasti na industrijskih področjih. Za pojav te megle je pomembno tudi, da zrak miruje.

## Advekcijska megla
Advekcijska megla nastaja pri gibanju zračnih mas v vodoravni smeri in je posledica drsenja toplega in vlažnega zraka nad hladno podlago. Temperatura zraka se zaradi tega dotika zniža do rosišča in tako se vodna para v ohlajenem zraku kondenzira. V našem Primorju se pojavlja zlasti pozimi v dneh, ko ni burje pri prehodu toplega in vlažnega zraka z morja na kopno, ki je močno ohlajeno ali pa pokrito s snežno odejo.

## Parna megla
Parna megla je zelo lokalizirana oblika megle in je posledica drsenja hladenega zraka čez veliko toplejšo površino vode ali močvirnega terena. Vodni hlapi hitro izhlapevajo in ko temperatura doseže rosišče, se pojavi kondenzacija in s tem tudi megla. Taka vrsta megle se največkrat pojavlja v polarnih območjih, okoli globokih in velikih jezer v pozni jeseni in zgodnji zimi. Pogosto povzroči ledeno meglo in včasih tudi slano.

## Frontna megla
Frontna megla (tudi precipitacijska megla) nastaja ob frontah (večinoma pred toplo fronto), kjer pada sorazmerno topel dež skozi hladne zračne plasti. Dežne kapljice na poti do tal izhlapevajo, vodna para pa se takoj spet kondenzira.

## Pobočna megla
Pobočna megla nastane, kot posledica prisilnega dviganja zraka po pobočju. Ko se zrak dviga, se ohlaja, in ko temperatura doseže rosišče, se pojavi kondenzacija in s tem tudi megla. Ta vrsta megle pogosto povzroči zmrzovalno meglo na gorskih vrhovih.

## Dolinska megla
Dolinska megla nastaja pogosto pozimi v gorskih dolinah. Je posledica temperaturne inverzije, ki jo povzroča težji mrzel zrak, ki se zadržuje v dolinah in nad njim čez gore prehaja toplejši zrak. To je pravzaprav radiacijska megla utesnjena z lokalno topografijo. V hladnih razmerah se lahko zadržuje več dni.

## Ledena megla
Ledena megla je katerakoli vrsta megla, kjer kapljice zamrznejo v zelo majhne kristale ledu. Običajno so za nastanek te megle potrebne temperature pod lediščem. Zato je ta megla običajna le na področju Arktike ali Antarktike.

## Zmrzovalna megla
Zmrzovalna megla nastane, ko megla, sestavljena in kapljic, zmrzne na površini. Tako se oblikuje belo ledeno ivje. Običajno se ta megla pojavi na gorskih vrhovih izpostavljenih nizkim oblakom. Pravzaprav je podobna zamrzujočim deževnim kapljicam, in je v bistvu enaka ledu, ki nastaja v zmrzovalniku, ki nima funkcije samodejnega odtaljevanja.

## Umetna megla
Umetna megla je narejena z različnimi kemičnimi sredstvi in se uporablja v filmski industriji, na glasbenih prireditvah, v diskotekah. Namenjena je ustvarjanju vzdušja, maskiranju scenskih elementov in protagonistov.